# Вищеольчедаїв

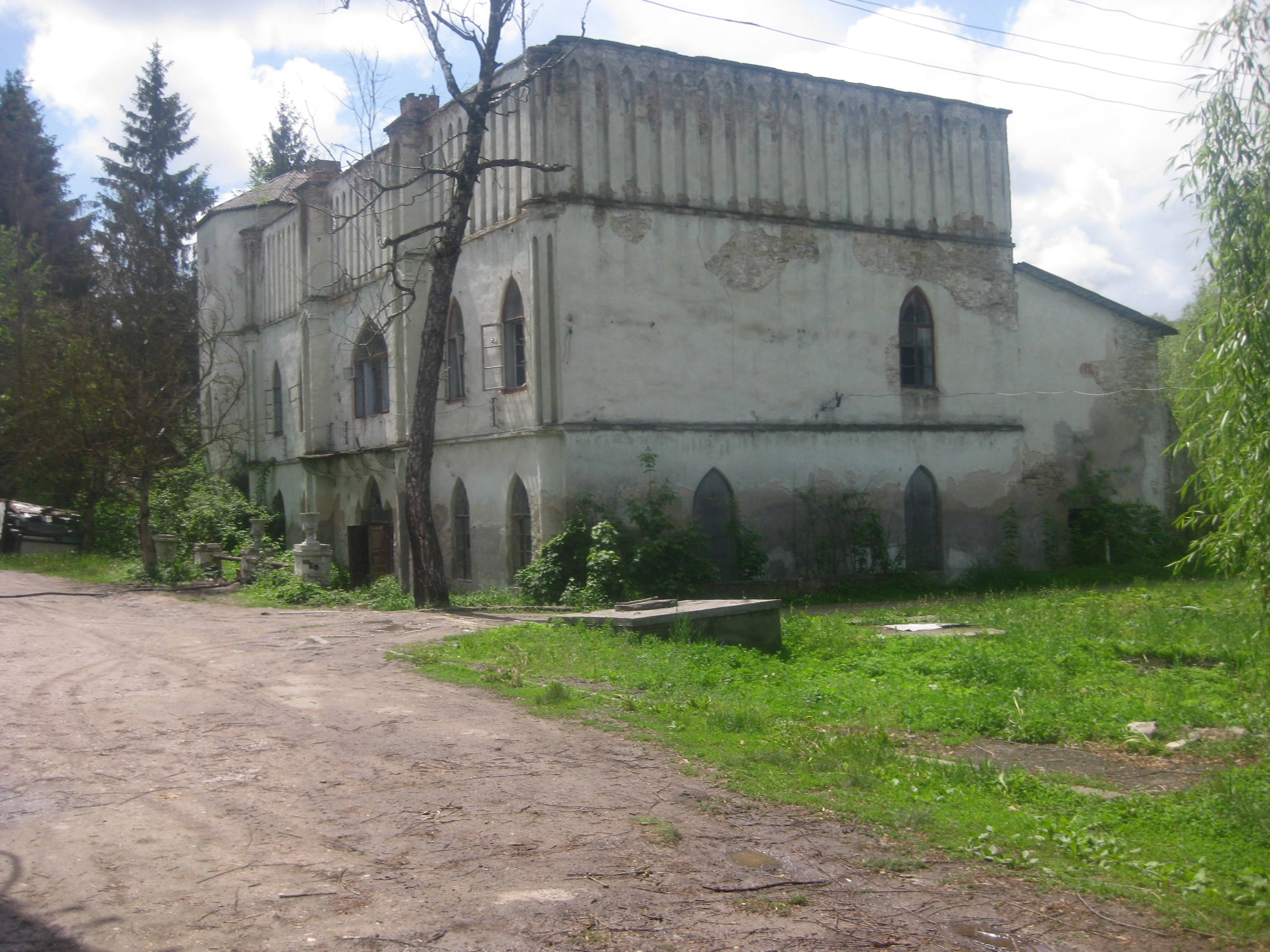
Будівля цукроварного заводу

Вищеольчедаї́в — село в Україні, в Мурованокуриловецькій селищній територіальній громаді Могилів-Подільського району Вінницької області. Населення становить 2236 осіб.

## Географія
Село розташоване за 21 км від центру громади та за 10 км від залізничної станції Котюжани. Через село протікає річка Лядова.

## Історія
У селі збереглися залишки трипільського поселення та скіфське городище (VII—VI ст. до н. е.)
Перша відома згадка про село належить до 1431 року. У XVI — на початку XVII ст. Ольчедаїв належав відомій магнатській родині Язловецьких гербу Абданк. Після вигасання цього роду по чоловічій лінії внаслідок бездітної смерті подільського воєводи Героніма Язловецького (1570—1607) маєтності роду були поділені 1616 р. — й Ольчедаїв потрапляє до подільської гілки родини Чурилів гербу Корчак, у другій половині XVII ст. як посаг переходить у власність родини Дзєржків (Dzierżek), де і знаходився близько двох століть.
З 1793 внаслідок анексії село перебувало у складі Російської імперії. З 1795 року с. Висший Ольчедаїв Могилівського повіту Подільської губернії (на карті Генерального штабу VIII.1917 року (М 1:84 000) село зафіксовано, як «Высшій Ольчедаевъ».)
У останній третині XIX ст. маєтки Дзєржків були продані за борги з публічних торгів.
У другій половині XIX ст. в селі було побудовано цукровий завод, а на протилежному березі мальовничої і стрімкої річки Лядова — садибу власника заводу Когана.
7 (20) листопада 1917 року, відповідно до Третього Універсалу Української Центральної Ради, увійшло до складу Української Народної Республіки.
У 1941—1944 рр. в селі розташовувався табір для євреїв з Бессарабії та Буковини. На 1 вересня 1943 року в таборі утримувалось 24 єврея.
У селі збереглися споруди цукроварного заводу, а також садиба його власника — Нафтули Когана.
12 червня 2020 року, відповідно до Розпорядження Кабінету Міністрів України № 707-р «Про визначення адміністративних центрів та затвердження територій територіальних громад Вінницької області», увійшло до складу Мурованокуриловецької селищної громади.
19 липня 2020 року, в результаті адміністративно-територіальної реформи та ліквідації Мурованокуриловецького району, село увійшло до складу новоутвореного Могилів-Подільського району.

## Населення

### Мова
Розподіл населення за рідною мовою за даними перепису 2001 року:
| Мова       | Відсоток |
| ---------- | -------- |
| українська | 98,79 %  |
| російська  | 1,03 %   |
| румунська  | 0,18 %   |

## Садиба цукрозаводчика Нафтана Когана
Житловий будинок родини цукрозаводчика знаходився серед пейзажного парку, на підвищеному березі річки. У радянський період у садибі був дитячий садок.
Збережені інтер'єри залів — одні з найкращих на Вінниччині: покої — в мавритансько-єврейських мотивах, в українському еклектичному стилі.
Рішенням виконкому Вінницької обласної ради народних депутатів від 14.02.1991 р. пам'ятка «Особняк цукрозаводчика» по вулиці Ковальського, 32 була взята на державний облік, як пам'ятка архітектури та містобудування місцевого значення (охоронний № 137-М).
До 2011 року тут містився дитячий садок, проте трапилось займання горища. Пожежу швидко загасили, проте садок відновлено не було.
Директор дитсадка намагається врятувати пам'ятку, однак чиновники не виділяють кошти, хоча пам'ятка — одна з небагатьох перлин Вінниччини.

## Пам'ятки природи
- Значок — ботанічний заказник місцевого значення
- Верхньопротерозойські осадові породи (Вищеольчедаїв) — геологічна пам'ятка природи місцевого значення
- Ольчедаївські шари — геологічна пам'ятка природи місцевого значення
- Богушево — заповідне урочище

## Постаті
Уродженці:
- Коваль Роман Борисович (1983—2016) — сержант Збройних сил України, учасник російсько-української війни.
- Ясногородський Євген Фраімович (нар. 1937) — білоруський архітектор.